# Fridlevstads landskommun
Fridlevstads landskommun var en tidigare kommun i Blekinge län.

## Administrativ historik
När 1862 års kommunalförordningar trädde i kraft år 1863 inrättades i Fridlevstads socken i Medelstads härad i Blekinge denna kommun. 
Vid kommunreformen 1952 bildade den storkommun genom sammanläggning med den tidigare kommunen Sillhövda. År 1963 tillfördes Tvings församling från den samtidigt upplösta kommunen Tving. Sedan 1974 ingår området i Karlskrona kommun.
Kommunkoden var 1006.

### Kyrklig tillhörighet
I kyrkligt hänseende tillhörde kommunen Fridlevstads församling. Den 1 januari 1952 tillkom Sillhövda församling och den 1 januari 1963 tillkom ovannämnda Tvings församling.

## Kommunvapnet
Blasonering: I fält av silver ett stolpvis ställt blått svärd mellan två röda mantelhälfter
Kommunvapnet, som ej blev officiellt fastställt, antogs år 1954. Vapnet åsyftar legenden kring Fridlevstads kyrkas skyddshelgon, Martin av Tours, som sägs ha kluvit sin mantel med ett svärd för att dela den med en tiggare som visade sig vara Kristus. Bilden kommer från Fridlevstads sockensigill.

## Geografi
Fridlevstads landskommun omfattade den 1 januari 1952 en areal av 205,85 km², varav 192,92 km² land.

### Tätorter i kommunen 1960
| Tätort              | Folkmängd |
| ------------------- | --------- |
| Holmsjö             | 359       |
| Spjutsbygd, del ava | 91        |

Tätortsgraden i kommunen var den 1 november 1960 12,3 procent.

## Politik

### Mandatfördelning i valen 1938–1970
| 10 | 3 | 7 | 2 | 3 |

| 25 |

| 11 | 8 | 2 | 4 |

| 25 |

| 11 | 9 | 2 | 3 |

| 25 |

| 13 | 12 | 7 | 3 |

| 31 |

| 14 | 10 | 7 | 4 |

| 32 |

| 14 | 11 | 4 | 6 |

| 32 |

| 15 | 11 | 4 | 5 |

| 31 |

|  | 12 | 13 | 3 | 6 |

| 31 |

|  | 13 | 13 | 3 |  | 4 |

| 29 | 6 |